# Red Lodge (Montana)
Red Lodge es una ciudad ubicada en el condado de Carbon, Montana, Estados Unidos. Tiene una población estimada, a mediados de 2021, de 2339 habitantes.
Es la sede del condado.  

## Geografía
La localidad está ubicada en las coordenadas 45°11′36″N 109°15′1″O / 45.19333, -109.25028 (45.193337, -109.250143). Según la Oficina del Censo de los Estados Unidos, tiene una superficie total de 7.03 km², correspondientes en su totalidad a tierra firme.

## Demografía
Según el censo de 2020, en ese momento había 2257 personas residiendo en la localidad. La densidad de población era de 321.05 hab./km². El 91.4% de los habitantes eran blancos, el 0.5% eran afroamericanos, el 1.3% eran amerindios, el 0.7% eran asiáticos, el 0.7% eran de otras razas y el 5.5% eran de una mezcla de razas. Del total de la población, el 2.9% eran hispanos o latinos de cualquier raza.

## Localidades adyacentes
El siguiente diagrama muestra a las localidades más próximas a Red Lodge.